# 黎家智
黎家智（英文：Lai Ka Chi，1967年8月6日—）綽號王小虎，香港前警司，長年駐守於特種警察部隊部門。

## 簡歷
1992年，黎家智於英國一間大學畢業後，投考加入皇家香港警務處，於8月24日加入警察訓練學校受訓36週，成為見習督察。其後駐守警察機動部隊期間，負責遣返越南船民行動中的保安任務。從連中解散後，投考成功加入要員保護組。
1997年6月，在香港主權移交儀式上負責保護時任中國國務院總理李鵬。
1998年4月，黎家智成為高級督察。同年6月，黎家智在香港回歸一週年慶典上負責保護時任中共中央總書記兼中國國家主席江澤民。
1999年6月，黎家智在香港回歸兩週年慶典上負責保護時任中國國家副主席胡錦濤。
2002年6月，黎家智在香港回歸五週年慶典上負責保護時任中共中央總書記兼國家主席江澤民。同年11月，在世界會計師大會上保護時任國務院總理朱鎔基。
2005年6月，黎家智晉升為總督察；其後出任機場特警組主管。
2010年代，黎家智曾經出任反恐特勤隊主管。
2012年5月25日，黎家智晉升為警司。
2015年，離開警隊，成立“智帥”保安公司，期間大量挖角警隊成員，當中大部份為機場特警、反恐特勤隊、要員保護組及刑事情報科攻擊組成員，期間也向廉政和申訴專員公署挖角中層員工以增加工作效益。

## 軼事
曾經有獵頭公司以高薪挖角，邀請黎家智從香港警務處退役，從事某富商的私人保鏢，惟他不為所動，因此令到上級對其更為器重。
其綽號「王小虎」源於其同僚認為黎家智天生的一對粗眉大眼，及在工作的時候目光炯炯有神，加上具備高度格鬥技能，與黃玉郎筆下的《龍虎門》中的主角王小虎相似，因此被冠以此綽號。

## 電視劇
- 機場特警[5]飾 招家智